# Nový Bydžov
Nový Bydžov település Csehországban, a Hradec Králové-i járásban. Nový Bydžov Sloupno, Sloveč, Nepolisy, Lužec nad Cidlinou, Měník, Prasek, Humburky, Hlušice, Zachrašťany, Starý Bydžov, Běrunice és Králíky településekkel határos. Lakosainak száma 7212 fő (2024. január 1.).

## Népesség
A település lakosságának változását az alábbi diagram mutatja:
| Lakosok száma | 5957 | 9401 | 9775 | 8015 | 7545 | 7201 | 7043 | 6986 | 6982 | 7212 |
|               | 1869 | 1890 | 1921 | 1950 | 1980 | 2001 | 2017 | 2019 | 2022 | 2024 |

## Híres emberek
- Itt született Beer Péter cseh pedagógus (1758–1838)